# Indiana Film Journalists Association
Indiana Film Journalists Association (IFJA) es una asociación estadounidense de críticos de cine, con sede en Indiana, Estados Unidos y fundada en 2009. Presentado por la Asociación de Periodistas de Cine de Indiana (Premios IFJA), que reconocen las mejores películas anualmente.

## Categorías de premios
- Mejor película
- Mejor director
- Mejor actor
- Mejor actriz
- Mejor actor de reparto
- Mejor actriz de soporte
- Mejor guion original
- Mejor guion adaptado
- Mejor banda sonora
- Mejor película en lengua extranjera
- Mejor película animada
- Mejor Película documental
- Premio Visión Original[2]